# ماثيو كافارو
ماثيو كافارو (بالفرنسية: Mathieu Cafaro)‏ (25 مارس 1997 بسان دولشار في فرنسا - ) هو لاعب كرة قدم فرنسي في مركز الوسط. لعب مع نادي تولوز.

## روابط خارجية
- ماثيو كافارو على موقع الاتحاد الأوربي (الإنجليزية)
- ماثيو كافارو على موقع قاعدة بيانات كرة القدم.إي يو (الإنجليزية)
- ماثيو كافارو على موقع ليكيب (الفرنسية)
- ماثيو كافارو على موقع Soccerbase.com (لاعب) (الإنجليزية)
- ماثيو كافارو على موقع Soccerway.com (الإنجليزية)
- ماثيو كافارو على موقع عالم كرة القدم.نت (الإنجليزية)
- ماثيو كافارو على موقع AS.com (الإسبانية)